# Tensei Ōjo to Tensai Reijō no Mahō Kakumei
Cuộc cách mạng ma thuật của công chúa chuyển sinh và tiểu thư thiên tài (転生王女と天才令嬢の魔法革命 Tensei Ōjo to Tensai Reijō no Mahō Kakumei) là một bộ light novel Nhật Bản được viết bởi Piero Karasu và được minh họa bởi Yuri Kisaragi. Ban đầu nó được đăng nhiều kỳ trực tuyến trên trang web xuất bản tiểu thuyết do người dùng tạo Shōsetsuka ni Narō từ tháng 2 năm 2019 đến tháng 8 năm 2021. Sau đó, nó được Fujimi Shobo mua lại và đã xuất bản bộ truyện dưới dạng bản in từ tháng 1 năm 2020 dưới ấn hiệu Fujimi Fantasia Bunko của họ. Một bộ truyện tranh chuyển thể do họa sĩ Harutsugu Nadaka vẽ minh họa đã được đăng nhiều kỳ trên tạp chí Dengeki Maoh của ASCII Media Works kể từ tháng 7 năm 2020. Cả light novel và manga đều được Yen Press cấp phép phát hành ở Bắc Mỹ. Một bộ phim truyền hình anime chuyển thể bởi Diomedéa đã ra mắt vào tháng 1 năm 2023.

## Cốt truyện
Anisphia, công chúa đã nhớ lại kiếp trước của mình khi còn trẻ, cũng như tình yêu ma thuật mãnh liệt của con người cũ của cô, bắt đầu thực hiện những tưởng tượng của mình trong thế giới giả tưởng mà cô thấy mình đang ở. Trong một sự cố ma thuật, cô tình cờ xen vào cảnh em trai cô Algard hủy bỏ hôn ước với vị hôn thê của mình, Euphyllia. Với việc Euphyllia bị tước danh hiệu với tư cách nữ vương tương lai tiếp theo của vương quốc, Anisphia đề nghị Euphyllia đến sống và nghiên cứu phép thuật với cô ấy khi họ lên kế hoạch tìm cách khôi phục danh tiếng cho cô ấy.

## Nhân vật

### Chính
Anisphia "Anis" Wynn Palettia (アニスフィア・ウィン・パレッティア Anisufia Win Parettia)
Lồng tiếng bởi: Sayaka Senbongi
Nhân vật chính và công chúa cả của Vương quốc Palettia. Cô được chuyển sinh từ Trái Đất. Cô luôn thích ma pháp nhưng không dùng được. Để bù lại, cô biến nó thành khoa học và dùng kiến thức từ kiếp trước để phát minh rất tất cả các loại ma đạo cụ. Cô cũng là một người đồng tính nữ công khai. Trong khi tính lập dị của cô làm người khác coi cô là một đứa trẻ rắc rối mà đã đưa đẩy trách nhiệm cho em trai mình, Algard, cô thật ra có nghĩ về đất nước và người dân hơn bất kì ai, từ bỏ ngai vàng vì một niềm tin thuần túy rằng cô sẽ không là một người cai trị giỏi. Sau một trận chiến với rồng, cô bị dính lời nguyền dần dần chuyển hóa thành rồng.
Euphyllia "Euphie" Magenta (ユフィリア・マゼンタ Yufiria Mazenta)
Lồng tiếng bởi: Manaka Iwami
Nữ quý tộc cấp cao trong Vương quốc Palettia và hôn thê cũ của em trai của Anisphia, Algard, sau khi anh ta công khai hủy hôn vì cáo buộc bắt nạn Lainie, người yêu đích thực của anh ta. Có tài năng trong ma pháp và chính trị, ban đầu cô làm người khác tránh xa vì thái độ cầu toàn, nhưng dần dần mở lòng sau khi được Anisphia đưa về sống chung và bắt đầu phát triển tình cảm với cô ấy. Sau này cô được nhận làm con nuôi trong hoàng gia sau khi hoàn thành khế ước tinh linh và đủ tư cách lên ngôi, để không ép Anisphia lên ngôi sau khi Algard bị lưu đầy. Tuy nhiên, khế ước cũng biến cô thành tinh linh mưu cầu năng lượng ma pháp để sinh tồn, mà cô lấy từ Anisphia bằng việc hôn.
Ilia Coral (イリア・コーラル Iria Kōraru)
Lồng tiếng bởi: Ai Kakuma 
Người hầu của Anisphia. Cô ấy có một lòng trung thành sâu sắc với cô ấy, đã từng được cô ấy giúp đỡ trong quá khứ và chia sẻ mối quan hệ với cô ấy không chỉ là mối quan hệ chủ tớ bình thường.
Lainie Cyan (レイニ・シアン Reini Shian)
Lồng tiếng bởi: Hina Yōmiya
Một thường dân trở thành quý tộc thông qua việc phong tước và người yêu của Algard, người mà Euphie bị cáo buộc đã bắt nạt, mặc dù đó là hiểu lầm. Sau này tiết lộ rằng cô thực sự là một ma cà rồng liên tục phát ra ma lực làm người khác say mê cô, mà bản thân cô không nhận ra. Sau đó, cô được Anisphia nhận về ly cung để cô có thể học cách kiểm soát năng lực, cô đáp ơn bằng cách làm người hầu trong cung. Tuy nhiên, đánh thức bản năng thật của cô cũng làm cô khát máu rồi được Ilia giúp giải khát bằng cách cho cô hút máu, làm cô phát triển tình cảm sau này.

### Phụ
Tilty Claret (ティルティ・クラーレット Tiruti Kurāretto)
Lồng tiếng bởi: Yū Sasahara
Một nữ quý tộc bị gia đình bỏ rơi và là bạn thân của Anisphia. Mặc dù được sinh ra với ma phép mạnh mẽ, cơ thể của cô ấy không chịu được, làm cô ấy đau khi dùng nó. Điều này cùng với tầng lớp quý tộc chú trọng ma pháp làm cô phát điên và tấn công gia đình mình, trở thành một kẻ tàn bạo khét tiếng, đến khi Anisphia cảm hóa. Hiện tại, cô đang điều chế thuốc và thường hỗ trợ Anisphia trong nghiên cứu. Quá khứ của cô ấy cũng làm cô ấy phát triển đam mê bệnh nan y, mà cô ấy đề cập là "lời nguyền".
Orphans Il Palettia (オルファンス・イル・パレッティア Orufansu Iru Parettia)
Cha của Anisphia và vua của vương quốc Palettia. Trong khi ông quan tâm đến các con, nhưng trách nhiệm hoàng gia ép ông đặt đất nước lên đầu. Áp lực cai trị cũng ảnh hưởng xấu đến sức khỏe của ông, nhìn già hơn tuổi thật và thường uống thuốc đau bụng, mà không có ích gì do trò hề của con gái ông.
Sylphine Maise Palettia (シルフィーヌ・メイズ・パレッティア Shirufīnu Meizu Parettia)
Mẹ của Anisphia và hoàng hậu của vương quốc Palettia. Mặc dù vẻ ngoài trẻ trung, hồi bà còn trẻ bà là một chiến binh đáng sợ đã nuôi con kiểu kỷ luật cao, làm bà là người duy nhất Anisphia sợ. Tuy nhiên, bà rất quan tâm đến các con và sau này dịu lại đáng kể sau vụ bạo động thất bại của Algard, tin rằng bà là người mẹ thất bại.
Grantz  Magenta (グランツ・マゼンタ Gurantsu Mazenta)
Cha của Euphyllia và tể tướng của vương quốc Palettia. Ban đầu ông có mối quan hệ căng thẳng với con gái, sau vụ hủy hôn của con gái ông nhận ra rằng ông có kỳ vọng bất khả thi vào cô ấy và xin lỗi, làm cho mối quan hệ của họ được cải thiện đáng kể. Tuy nhiên, sau này ông bị ép cắt đứt với cô ấy sau khi cô ấy được nhận nuôi trong hoàng gia vì lý do chính trị.
Lumielle "Lumi" Rene Palettia (リュミエル・レネ・パレッティア Ryumieru Rene Parettia)
Tổ tiên của gia tộc vương quốc Palettia. Trong khi có vẻ ngoài ngang tuổi Anisphia, bà đã hoàn thành khế ước tinh linh, bà thật ra là người-đã-chuyển-hóa-thành-tinh-linh gần được một nghìn tuổi.

### Phản diện
Algard "Allie" Von Palettia (アルガルド・ボナ・パレッティア Arugarudo Bona Parettia)
Lồng tiếng bởi: Shogo Sakata
Em trai của Anisphia và là thái tử của Vương quốc Palettia, vì chị gái của anh ấy đã từ bỏ quyền lên ngôi. Anh ta cũng là hôn phu cũ của Euphyllia, sau khi anh hủy hôn ước vì cáo buộc bắt nạt Lainie, người yêu thực sự của anh. Sau này được tiết lộ rằng anh ghen tị với người chị và muốn vượt mặt cô ấy, khiến anh bày mưu thực hiện cách mạng để thanh trừng quý tộc tham nhũng của đất nước. Thực tế, anh dùng năng lực ma cà rồng của Lainie để tẩy não quý tộc và sau này anh trộm sức mạnh của cô ấy để trở thành ma cà rồng. Kết cục, sau khi hòa giải với Anisphia, anh ta bị khước từ vì âm mưu đảo chính.
Moritz Chartreuse (モーリッツ・シャルトルーズ Mōrittsu Sharutorūzu)
Con trai của bá tước Chartreuse và bạn của Algard đã hỗ trợ anh ta trong vụ hủy hôn Euphyllia. Sau này được tiết lộ rằng anh là người duy nhất trong số người thân cận của Algard không bị ảnh hưởng năng lực của Lainie và đóng vai trò tích cực trong âm mưu cách mạng của hoàng tử, làm anh bị bắt sau khi âm mưu bị vạch trần.
Bá tước Chartreuse (シャルトールズ伯爵 Sharutōruzu hakushaku)
Bộ trưởng ma pháp chống đối bất kì thay đổi nào có thể gây nguy hiểm cho quyền lực của quý tộc, như các phát minh của Anisphia. Ông đã bí mật thao túng Algard nhiều năm để biến anh ta thành con rối dưới quyền điều khiển của ông và đóng vai trò tích cực trong âm mưu cách mạng của hoàng tử, mà không biết rằng sau đó có ý định phản bội anh ta. Cuối cùng, ông bị xử tử vì phản quốc sau khi âm mưu bị vạch trần.

### Phụ khác
Tomas Gana (トマス・ガナ Tomasu Gana)
A blacksmith and an acquaintance of Asniphia who helps forge her magical tools from materials she brings him.
Drax Cyan (ドラックス・シアント Dorakkusu Shian)
Cha của Lainie và một mạo hiểm giả trở thành quý tộc. Ông gặp mẹ của Lainie trước khi được thăng tiến, không biết bà là một ma cà rồng, và sau này nuôi con gái ngoài giá thú sau khi bà ấy qua đời. Ông cũng là một người cha bảo vệ quá mức, do dự về việc để con gái ở lại với Anisphia sau khi năng lực ma cà rồng của cô bị lộ nhưng cuối cùng đã để cô ấy đi.
Matthew Sproud (マシュー・スプラウト Mashū Supurauto)
Người đứng đầu đoàn hiệp sĩ vương quốc Palettia và người quen của Anisphia. Ông không còn thân thiết với con trai, Navre, sau khi cậu ấy ủng hộ Algard trong việc hủy hôn Euphyllia. Tuy nhiên, hai người bắt đầu hàn gắn mối quan hệ sau khi Anisphia phát hiện Lainie vô tình dùng ma pháp lên Navre.
Navre Sprout (ナヴル・スプラウト Navuru Supurauto)
Con trai của Matthew và bạn của Algard ủng hộ cậu ta hủy hôn Euphyllia. Sau này được tiết lộ rằng Lainie đã vô tình dùng ma pháp lên anh và anh đã tỉnh ngộ ra sau khi Anisphia phát giác hành động của anh.
Saran Meckie (サラン・メキ Saran Meki)
Con trai của một thương gia có tầm ảnh hưởng và bạn của Algard đã ủng hộ hủy hôn Euphyllia. Sau này được tiết lộ rằng Lainie vô tình dùng ma pháp lên anh.

## Phương tiện truyền thông

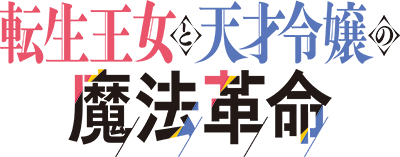
ㅤㅤㅤㅤㅤㅤㅤㅤㅤ

### Tiểu thuyết
Tiểu thuyết được Piero Karasu viết ban đầu được phát hành dài kì trên mạng từ tháng 2 năm 2019 đến tháng 8 năm 2021 trên trang đăng tải tiểu thuyết do người dùng viết Shōsetsuka ni Narō. Sau đó được Fujimi Shobo mua lại và phát hành với hình minh họa của họa sĩ Yuri Kisaragi dưới nhà xuất bản light novel Fujimi Fantasia Bunko, được thông báo vào ngày 10 tháng 10 năm 2019, tập đầu tiên được phát hành vào ngày 18 tháng 1 năm 2020. Light novel được cấp phép phát hành ở Bắc Mỹ cho Yen Press.

### Manga
Bản chuyển thể manga với hình minh họa của Harutsugu Nadaka được phát hành định kỳ trên Dengeki Maoh của ASCII Media Works từ ngày 27 tháng 7 năm 2020. Manga cũng được cấp phép phát hành tại Bắc Mỹ cho Yen Press.

### Anime
Anime sẽ lên sóng vào ngày 4 tháng 1 năm 2023 do studio Diomedéa sản xuất.
Vào tháng 8 năm 2022, có thông báo rằng tiểu thuyết sẽ được chuyển thể thành anime truyền hình dài tập. Phim được sản xuất bởi Diomedéa và đạo diễn bởi Shingo Tamaki, với kịch bản được viết bởi Wataru Watari, thiết kế nhân vật do Naomi Ide đảm nhận, thiết kế sinh vật bởi Tsutomu Miyazawa, và âm nhạc do Moe Hyūga sáng tác. Bộ phim được ra mắt vào ngày 4 tháng 1 năm 2023, trên đài AT-X và các đài khác. Bài hát chủ đề mở đầu là "Arc-en-Ciel" của Hanatan, bài hát chủ đề kết thúc là "Only for You" của Sayaka Senbongi và Manaka Iwami. Crunchyroll được cấp phép phát hành. Muse Communication được cấp phép phát hành tại Nam và Đông Nam Á. Bản quyền tại Việt Nam được Muse Việt Nam phát sóng dưới tên Cuộc cách mạng ma thuật của công chúa chuyển sinh và tiểu thư thiên tài, trên kênh YouTube, TCL Channel, Bilibili, FPT Play.
| TT. | Tiêu đề | Đạo diễn       | Biên kịch     | Phát họa kịch bản | Ngày phát hành gốc  |
| --- | --- | -------------- | ------------- | ----------------- | ------------------- |
| 1 | "Cuộc cách mạng ma pháp của công chúa và lệnh nữ" Chuyển ngữ: "Ōjo to Reijō no Mahō Kakumei" (tiếng Nhật: 王女と令嬢の魔法革命)            | Shingo Tamaki  | Wataru Watari | Shingo Tamaki     | 4 tháng 1 năm 2023  |
| Công chúa cả của Vương quốc Palettia, Anisphia, đã luôn thích phép thuật nhưng không thể dùng nó. Để bù lại, cô ấy dùng ký ức tiền kiếp ở Trái Đất để phát minh ra tất cả các loại dụng cụ ma thuật với hi vọng một ngày nào đó đạt được ước mơ được bay lên trời bằng chổi phép. Không may, nó cũng biến cô ấy thành kẻ sinh sự đùng đẩy trách nhiệm của cô ấy cho người em trai, Algard. Theo bổn phận, thái tử có hôn ước với Euphyllia, con gái của tể tướng. Tuy nhiên, mặc cho những nỗ lực xây dựng mối quan hệ của thiếu nữ, không có tình yêu giữa họ, và Algard gần đây đã phát triển tình cảm với một cô gái bình thường hơn tên là Lainie. Cuối cùng, sự việc leo thang sau khi yêu cầu Lainie cắt đứt quan hệ với Algard vì lợi ích của Vương quốc của Euphyllia bị coi là bắt nạn và thái tử công khai hủy hôn ước. Sau đó, Anisphia bị rơi xuống nơi đang diễn ra vụ việc do thí nghiệm bay lỗi. Nhanh chóng nhận ra tình hình, công chúa "bắt cóc" Euphyllia và bay khỏi hiện trường trước khi danh tiếng của thiếu nữ bị tổn hại thêm nữa. | |                |               |                   |                     |
| 2 | "Kiếm được trợ thủ vừa đúng sở thích lại còn có ích" Chuyển ngữ: "Shumi to Jitsueki no Joshu Kakutoku" (tiếng Nhật: 趣味と実益の助手獲得)  | Kochōran Ageha | Sagara Sō     | Shimizu Sorato    | 11 tháng 1 năm 2023 |
| Đưa Euphyllia đi gặp gia đình, vua Orfans và tể tướng Grantz, Anisphia báo họ về vụ Algard hủy hôn ước, làm họ bị sốc. Khi họ thắc mắc điều gì sẽ xảy đến với Euphyllia, Anisphia đề nghị nhận cô ấy làm trợ thủ nghiên cứu và chia nhau lợi ích, trong khi không thể giấu chuyện cô ấy phải lòng công chúa. Tuy nhiên, Grantz đồng tình do nó sẽ giúp khôi phục danh tiếng và xin lỗi con gái vì đã đặt kì vọng không thể với tới lên cô ấy. Sau đó, Euphyllia về nhà với Anisphia và bị ấn tượng với thành quả nghiên cứu của công chúa, tính hữu ích cho dân thường, nhưng cũng lo lắng về cách quý tộc sẽ phản ứng đến mối đe dọa quyền thế của họ. Sau đó, khi nằm chung giường, Euphyllia hỏi Anisphia tại sao cô ấy giúp cô, công chúa đáp lại rằng cô ấy không thể chịu đựng vẻ mặt buồn rầu của cô khi hôn ước bị hủy và bảo cô hãy thư thả yên giấc. | |                |               |                   |                     |
| 3 | "Cảnh tượng và hồi ức của Hồng Nghê Ma Kiếm" Chuyển ngữ: "Dōkei to Tsuioku no Kōgei Maken" (tiếng Nhật: 憧憬と追憶の虹霓魔剣)              | Shōta Ihata    | Wataru Watari | Shōta Ihata       | 18 tháng 1 năm 2023 |
| Sau khi chuyển vào ly cung với Anisphia, Euphyllia vẫn chưa quen với cuộc sống mới và than rằng cô thiếu mục đích sống sau khi bị hủy hôn. Công chúa thử kết thân với cô ấy trong lúc thử nghiệm vài dụng cụ ma pháp, nhưng cô ấy vẫn dè dặt. Trong khi đó, Orfans và Grantz tiến hành một cuộc điều tra vụ hủy hôn và triệu hồi Euphyllia để lấy lời khai, trong lúc đó cô ấy cũng trả lại đặc ân được ban lúc còn hôn ước. Sau đó, Anisphia cố động viên Euphyllia bằng một món quà, một thanh kiếm ma pháp tên Arc-en-Ciel được chế tác riêng cho cô ấy. Euphyllia cảm ơn Anisphia vì món quà khi mà công chúa gục xuống do mất ngủ, không nghỉ ngơi suốt thời gian cô ấy rèn kiếm. Cô ấy để Anisphia ngủ trên đùi, Euphillia bày tỏ rằng cô ấy ước cô ấy có thể được tự do như công chúa. | |                |               |                   |                     |
| 4 | "Công chúa và tuyên bố đầy quyết tâm của đứa trẻ lạc" Chuyển ngữ: "Hime-sama to Maigo no Ketsui Hyōmei" (tiếng Nhật: 姫様と迷子の決意表明) | Yoshino Honda  | Sō Sagara     | Yoshino Honda     | 25 tháng 1 năm 2023 |
| Khi thức dậy, Anisphia cũng thấy rằng Euphyllia không ngủ đủ giấc và đưa cô ấy về giường. Khi nằm đó, Euphyllia giải bày sự trống rỗng mà cô ấy cảm thấy nếu không có một phương hướng trong cuộc sống và cầu xin Anisphia ra lệnh, nhưng công chúa điềm tĩnh nói rằng họ sẽ cùng nhau tìm ra. Hôm sau, Euphyllia thổ lộ với người hầu của Anisphia, Illia, về khó khăn trong việc tìm kiếm ý nghĩa trong những thứ không liên quan đến vai trò được giao của cô ấy, sau đó kể cho cô ấy về khó khăn với việc tìm mục đích sống trong quá khứ của cô ấy. Tuy nhiên, Anisphia nhận thông báo từ Hội mạo hiểm giả, mà cô ấy là một thành viên cấp cao, rằng một con rồng đã xuất hiện. Mong muốn lấy ma thạch của con rồng cho việc nghiên cứu, công chúa có ý định đương đầu với nó và Euphyllia cũng đòi đi cùng. Trong khi đó, các lãnh đạo của vương quốc tổ chức họp khẩn cấp về con rồng mà Algard, người bị cấm túc sau vụ hủy hôn, đề xuất xử lý nó cá nhân. Nhận ra con trai mình muốn chứng tỏ bản thân, Orfans định ra lệnh thì ông được báo rằng Anisphia và Euphyllia đã đi rồi. | |                |               |                   |                     |
| 5 | "Cuộc thảo phạt Ma Long của Ma Dược và Ma Kiếm" Chuyển ngữ: "Mayaku to Maken no Maryū Tōbatsu" (tiếng Nhật: 魔薬と魔剣の魔竜討伐)          | Shingo Tamaki  | Jakuson Ō     | Shingo Tamaki     | 1 tháng 2 năm 2023  |
| Khi đến chiến trường, Anisphia và Euphyllia cứu hộ đoàn mạo hiểm giả và kỵ sĩ đang chống chọi cuộc chạy loạn tránh rồng của quái thú. Khi gia tăng sức mạnh của cô ấy bằng ma dược mà cô ấy phát triển, công chúa chiến đấu xuyên qua đám quái đến con rồng và đối mặt với nó trên không bằng chổi phép của cô ấy. Tuy nhiên, con rồng tự bảo vệ nó khỏi đạo cụ của cô ấy bằng một kết giới ma lực và dùng đòn hơi thở bắn hạ cô ấy. May mắn thay, Euphyllia cứu cô ấy. Trong khi Euphyllia xin công chúa rút lui, Anisphia tin rằng cô ấy phải đánh bại con rồng để trở thành một "pháp sư", làm cho cô gái trẻ đổi ý và giúp công chúa. Cùng nhau đấu với con rồng, họ đã phá được kết giới và đánh bại nó bằng cách dùng ma kiếm chặt qua đòn hơi thở của nó. Sau khi bị đánh bại, con rồng dùng khả năng ngoại cảm chúc mừng Anisphia trước khi "nguyển rủa" cô ấy bằng cách ám linh hồn của nó vào cô ấy. Sau đó, Anisphia và Euphyllia dự tiệc chiến thắng nhưng công chúa thấy không hợp và cô gái trẻ thấy bản thân không thoải mái xung quanh con trai sau vụ hủy hôn, rồi họ nhảy với nhau bên ngoài ban công. | |                |               |                   |                     |
| 6 | "Điều tra chân tướng của vụ việc chia tay và mê hoặc" Chuyển ngữ: "Hadan to Miryō no Shinsō Kyūmei" (tiếng Nhật: 破談と魅了の真相究明)     | Keizō Kusakawa | Wataru Watari | Keizō Kusakawa    | 8 tháng 2 năm 2023  |
| Anisphia thăm người đồng hành nghiên cứu, Tilty, để bàn về kế hoạch cho ma thạch mà cô ấy lấy từ con rồng. Để ngăn "lời nguyền" của con rồng xâm lấn cô ấy, Anisphia nhờ Tilty xăm ma thạch lên lưng cô, cho phép cô dùng ma lực của nó trong khi giữ được nhân tính. Cùng lúc đó, cô ấy được mẹ Sylphine triệu hồi để hỗ trợ cuộc điều tra vụ hủy hôn ước. Thẩm vấn một trong những người bạn của Algard mà đã theo cậu ấy, Anisphia phát hiện rằng cậu ấy không nhớ gì từ vụ việc. Hôm sau, Lainie và phụ thân, nam tước Drax, được triệu hồi thẩm vấn. Trong khi Lainie nói không có tình ý gì với Algard và Orfans tin cô ấy, Aniphia nhận ra có gì đó là lạ và đưa cô ấy đi nói chuyện riêng. Khám nghiệm cô ấy, công chúa nhận ra sự việc đang diễn ra: Lainie liên tục phát ra bùa mê và làm người khác ưu ái cô ấy. Báo tin cho phụ vương, cô quyết định Lainie sẽ chuyển về với Anisphia để học cách kiểm soát năng lực của cô ấy. Ngoài ra, Algard trò chuyện với bộ trưởng ma pháp, bá tước Chartreuse, về cách họ sẽ cần đẩy mạnh kế hoạch của họ khi mà Lainie bị phát giác. | |                |               |                   |                     |
| 7 | "Diễn giảng ma pháp học của người sáng lập và trợ thủ" Chuyển ngữ: "Kaiso to Joshu no Magaku Kōen" (tiếng Nhật: 開祖と助手の魔学講演)      | Ageha Kochōran | Jakuson Ō     | Sorato Shimizu    | 15 tháng 2 năm 2023 |
| Lúc chuyển về Ly Cung, Lainie nhanh chóng hòa giải với Euphyllia về vụ hủy hôn trong quá khứ. Khi cho Tilty khám nghiệm Laine, cô và Anisphia nhanh chóng nhận ra nguồn gốc mị lực của cô ấy: cô ấy là ma cà rồng. Khi họ đã dạy cô ấy cách kiểm soát năng lực, nó cũng gây ra chứng thèm máu, nhờ có Illia giúp làm dịu bằng cách cho cô ấy hút máu. Trong khi đó, Euphyllia thấy ghen với Tilty khi thấy cô ấy và Anisphia làm chung rất hiệu quả. Để đáp lại, Tilty nói cô ấy rằng cô ấy phải suy nghĩ lựa chọn hỗ trợ nghiên cứu của Anisphia hoặc không làm gì cả, mà cô quyết định hỗ trợ công chúa. Sau đó, Anisphia được yêu cầu làm một buổi công bố phát minh. Tuy nhiên, khán giả, bao gồm giới quý tộc phản đối nghiên cứu của cô, liên tục chế nhạo cô. May thay, Euphyllia lên làm người phát ngôn và thuyết phục mọi người về lợi ích mà ma đạo cụ của công chúa có thể đem lại trước khi tiết lộ một thiết kế cho một phiên bản sản xuất hàng loạt chổi bay của cô, làm cho Anisphia cảm thấy biết ơn Euphyllia vì đã đứng lên cho cô ấy. | |                |               |                   |                     |
| 8 | "Định nghĩa ma pháp của quái vật và người thường" Chuyển ngữ: "Kaibutsu to Bongu no Mahō Teigi" (tiếng Nhật: 怪物と凡愚の魔法定義)         | Shōta Ihata    | Sō Sagara     | Shōta Ihata       | 22 tháng 2 năm 2023 |
| Tại ly cung, chuông báo động vang lên, nghĩa là có người đã xâm nhập dinh thự. Illia và Lainie cố chạy trốn nhưng bị kẻ tấn công chặn lại, kẻ đó là Algard. Trong khi đó, tại tiệc hậu hội thảo, một trong các bạn của Algard tham dự hội thảo, Moritz Chartreuse, liên tục cố bắt chuyện với Anisphia, làm phiền cô ấy. Tuy nhiên, khi nghe tiếng báo động, công chúa nhận ra buổi hội thảo là gây phân tán và vội về với Euphyllia trong khi Tilty giữ chân lính gác bằng ma pháp của cô. Khi đến nơi, Anisphia và Euphyllia thấy Illia và Lainie bị thương nặng trong tay của Algard, người đã lấy ma thạch nguồn gốc sức mạnh của Lainie khỏi cơ thể và đưa nó vào bên trong mình để trở thành ma cà rồng. Trong khi Euphyllia dùng ma pháp chữa trị cho Illia và Lainie, Anisphia chất vấn động cơ của Algard, cậu ta tiết lộ rằng đất nước đang lâm trọng bệnh nên cậu có ý định khơi mào "cách mạng" để lật đổ trật tự hiện tại. Nhận ra em mình chỉ bị tự ti so với cô, Anisphia chối bỏ tầm nhìn của cậu và chuấn bị tấn công để cản cậu. | |                |               |                   |                     |
| 9 | "Chị em và vương miện dành cho ai kia" Chuyển ngữ: "Kyōdai to Dare ga Tame no Ōkan" (tiếng Nhật: 姉弟と誰がための王冠)                     | TBA            | TBA           | TBA               | 1 tháng 3 năm 2023  |
| Anisphia đối mặt Algard nhưng dần dần bị vào thế dồn ép. Trong khi đó, Euphyllia tiếp tục chữa trị Illia và Lainie nhưng vết thương của Lainie quá nặng. Illia ép cô uống máu mình, làm cô được phục hồi. Anisphia dùng ma pháp rồng mới đạt được, công chúa lội ngược dòng và sắp ra đòn cuối thì bị Euphyllia cản lại. Algard bình tĩnh lại, hai chị em tâm sự với nhau mà hoàng tử tiết lộ rằng cậu luôn biết Anisphia sẽ là người cai trị tốt hơn và ghét vương quốc ma pháp cổ hũ vì chối bỏ cô. Sau đó, Algard nhận trách nhiệm vì tội ác và bị vua Orfans tước quyền kế vị. Sự thật về vụ hủy hôn cũng được làm rõ: nó là một phần của âm mưu do bá tước Chartreuse bày ra để tẩy não các quý tộc cấp cao bằng mị lực của Lainie. Vào ngày Algard đi lưu đày, Euphyllia và Lainie chất vấn cậu ấy. Cuối cùng, Lainie tha thứ cậu ấy trong khi cậu ấy và Euphyllia đều thừa nhận vấn đề của họ đã làm mối quan hệ đổ vỡ. Trước khi đi, Algard yêu cầu Euphyllia chăm sóc Anisphia và cô gái lặng lẽ đồng ý. | |                |               |                   |                     |
| 10 | "Sự kế thừa vương vị của thấu hiểu và xúc động" Chuyển ngữ: "Teikan to Gekijō no Ōi Keishō" (tiếng Nhật: 諦観と激情の王位継承)             | Ageha Kochōran | Sō Sagara     | Yoshino Honda     | 8 tháng 3 năm 2023  |
| Sau khi tước quyền thừa kế của Algard, Anisphia giờ là người thừa kế ngai vàng duy nhất, một vị trí mà cô bất đắc dĩ chấp nhận. Euphyllia đề nghị giúp đỡ công chúa nhưng cô cương quyết rằng nó không liên quan đến cô ấy. Tuy nhiên, Tilty giận vì Anisphia đặt vẻ tươi vui giả tạo trong khi dấn thân vào nghĩa vụ hoàng gia. Euphyllia nhanh chóng hiểu quan điểm của Tilty sau một chuyến đi vào thị trấn với Anisphia và chứng kiến phòng thí nghiệm của công chúa được dọn dẹp: nếu Anisphia trở thành hoàng hậu, ý chí tự do của cô ấy sẽ bị hạn chế và cô ấy sẽ không thể theo đuổi nghiên cứu. Euphyllia đi chất vấn cha mình, Granz, với mong muốn Anisphia không lên ngôi ngoài ý muốn và ông tiết lộ rằng có một cách. Tuy nhiên, ông bị ngắt lời do một cô gái bí ẩn đột ngột đến tên là Lumielle. Cô gái tiết lộ rằng vị vua đầu tiên của vương quốc đã thực hiện khế ước với một đại tinh linh và Euphyllia có tư cách để làm việc đó, làm cô ấy đủ điều kiện lên ngôi nếu thành công. Tuy nhiên, là người lập khế ước với tinh linh, Lumielle chống lại việc đó và kể cho cô một câu chuyện để can ngăn cô. | |                |               |                   |                     |
| 11 | "Kế ước tinh linh của sự thất chí và quyết tâm" Chuyển ngữ: "Shitsui to Ketsui no Seirei Keiyaku" (tiếng Nhật: 失意と決意の精霊契約)       | Keizō Kusakawa | Wataru Watari | Keizō Kusakawa    | 15 tháng 3 năm 2023 |
| Trong khi Anisphia cố lấy lòng các quý tộc, cô được Euphyllia gọi gặp mặt với gia đình và Lumielle. Euphyllia tiết lộ rằng cô có đủ tư cách để lập khế ước tinh linh và dự định làm dưới điều kiện nhà vua nhận nuôi cô ấy để cô ấy có thể thừa kế ngai vàng. Mặc cho Anisphia phản đối khi biết từ Lumielle rằng người lập khế ước tinh linh là bất tử, phải chịu tình cảnh cô đơn, cô gái không nao núng, mong muốn "bảo vệ nụ cười của công chúa". Tuy nhiên, Anisphia tức giận vì cố "tước đoạt danh tính của cô ấy" và bỏ đi trong nước mắt trước khi được Tilty tìm thấy. Ở nhà Tilty, công chúa mở lòng về việc luôn có cảm giác như bị ruồng bỏ, sau đó đề xuất cho họ bỏ nhà đi nhưng Tilty từ chối do "cô ấy là công chúa". Euphyllia đến và trải lòng với Anisphia mà sau đó tiết lộ rằng cô đã luôn ghen tị với thần đồng ma pháp trong khi than thở mình là một thất bại trong giới hoàng gia. Cuối cùng, công chúa vẫn không muốn từ bỏ quyền thừa kế hay hi sinh nhân tính của Euphyllia. Không ai chịu nhường, nên Anisphia đề xuất họ quyết đấu để quyết định. | |                |               |                   |                     |
| 12 | "Cuộc cách mạng ma thuật của hai cô gái" Chuyển ngữ: "Kanojo to Kanojo no Mahō Kakumei" (tiếng Nhật: 彼女と彼女の魔法革命)                 | Shingo Tamaki  | Wataru Watari | Shingo Tamaki     | 22 tháng 3 năm 2023 |
| Hai người đấu với nhau điên cuồng với kiếm và ma pháp, họ muốn hóa giải gánh nặng làm hoàng hậu cho người kia. Euphyllia đánh bại Anisphia bằng một đòn chưởng cầu vòng, sau đó nói rằng Anisphia là lý do cô trở nên mạnh mẽ. Anisphia xin lỗi cha mẹ, nhưng họ tự hào về cô ấy. Sau đó, Anisphia vào phòng ngủ của Euphyllia, kể bí mật của cô rằng cô là một người chuyển sinh, giải bày nỗi sợ rằng cô là kẻ giả mạo đã xóa linh hồn của Anisphia thật. Euphyllia cam đoan cô ấy rằng điều đó không đúng, rồi cô tỏ tình và hôn cô ấy. Hôm sau, vua và hoàng hậu nhường ngôi cho Euphyllia làm hoàng hậu, cho Anisphia chăm sóc cô ấy. Họ tiết lộ kế hoạch đưa ma pháp cho mọi người và dần dần xóa bỏ ranh giới giữa dân thường và quý tộc. Làm việc cùng nhau, họ cho phát minh về thiết bị bay được hoạt động. Euphyllia tặng Anisphia một thanh kiếm ma pháp tên "Celestial". Tại buổi trình diễn thiết bị bay, hai người tiết lộ trang phục cho phép người mặc bay và trình diễn cùng với buổi diễn ma pháp. Với việc làm cho mọi người bình đẳng, Euphyllia trở thành hoàng hậu cuối cùng. Sau đó, hai người ăn sáng và đi dự cuộc họp, Euphyllia hôn Anisphia và chọc chô vì ngại ngùng về việc thể hiện tình cảm công khai. | |                |               |                   |                     |

## Đón nhận
Tính đến tháng 1 năm 2022, bộ truyện đã có 180.000 bản được lưu hành.
Bộ tiểu thuyết nhìn chung đã nhận được những đánh giá tích cực. Anime UK News đã xếp hạng 8 trên 10 cho tập đầu tiên, nhận xét rằng "Piero Karasu cố gắng nắm bắt được sự cân bằng tinh tế để giữ cho mọi thứ nhẹ nhàng và đầy cảm xúc khi cần." Trong Hướng dẫn về Light Novel mùa xuân năm 2022 của Anime News Network đã xếp hạng 3 trên 5 cho nó, Silverman viết rằng "Piero Karasu có một điểm nhấn tuyệt vời với sự hấp dẫn của các cô gái đối với nhau khiến câu chuyện tình lãng mạn trở nên thực sự chậm rãi và ngọt ngào." tuy nhiên, cô ấy chỉ trích rằng điều này "bị chôn vùi dưới quá nhiều trang về xây dựng và giải thích thế giới."
Đối với Hướng dẫn Manga mùa xuân năm 2022 của Anime News Network, bản truyện tranh chuyển thể được xếp hạng 3,5 trên 5. Silverman viết rằng trong khi light novel gặp khó khăn trong việc tìm kiếm sự cân bằng giữa xây dựng thế giới và cốt truyện, cũng như có quá nhiều giọng kể chuyện giống nhau, những vấn đề này "hầu như không có trong phiên bản manga của Harustugu Nadaka. Một phần điều này đơn giản là do định dạng truyện tranh, với việc sử dụng bong bóng lời nói và suy nghĩ, phủ nhận sự cần thiết của lối tường thuật khó hiểu được tìm thấy trong cuốn sách." Erica Friedman, người sáng lập Yuricon, viết rằng mặc dù tập đầu tiên của light novel khiến họ cảm thấy không có hứng thú, nhưng bộ truyện tranh đã được làm đủ tốt để cô ấy tiếp tục đọc bộ truyện, "Bạn muốn biết thí nghiệm vĩ đại là gì và cách Euphyllia có thể giúp Anisphia và bạn cổ vũ cho họ cả hai khi họ lao vào một cuộc phiêu lưu vĩ đại. [...] bây giờ tôi muốn đọc thêm manga để xem điều gì sẽ xảy ra."
Viết cho trang Anime Feminist, cây bút Vrai Kaiser khen bản chuyển thể anime về yếu tố hài kịch, nhân vật, và thiếu tính dục hóa nhân vật của nó, và bày tỏ sự quan tâm vào bộ phim như một đóng góp mới cho "thể loại yuri" như là Shokei Shōjo no Virgin Road và Dã ngoại nơi Mặt sau của Thế giới.